# 昆仑碱茅
昆仑碱茅（学名：Puccinellia kuenlunica）为禾本科碱茅属下的一个种。